# 塚山公園 (横須賀市)
塚山公園（つかやまこうえん）は、神奈川県横須賀市西逸見町の丘陵にある県立の都市公園（風致公園）。

## 概要
標高133mの小高い山の上にある公園である。見どころは1923年3月7日、国の史跡に指定された戦国大名徳川家康の外交顧問ウィリアム・アダムス（三浦按針）と妻・お雪の墓とされる「按針塚」、かながわの景勝50選にも選ばれたビュースポット「港の見える丘」などがある。500m強離れたところに安針塚駅がある。
春には桜、初夏にはツツジ、梅雨時にはアジサイが楽しめる花の名所としても有名。毎年4月上旬ごろに桜の下で「按針祭」が開かれる。

## ギャラリー

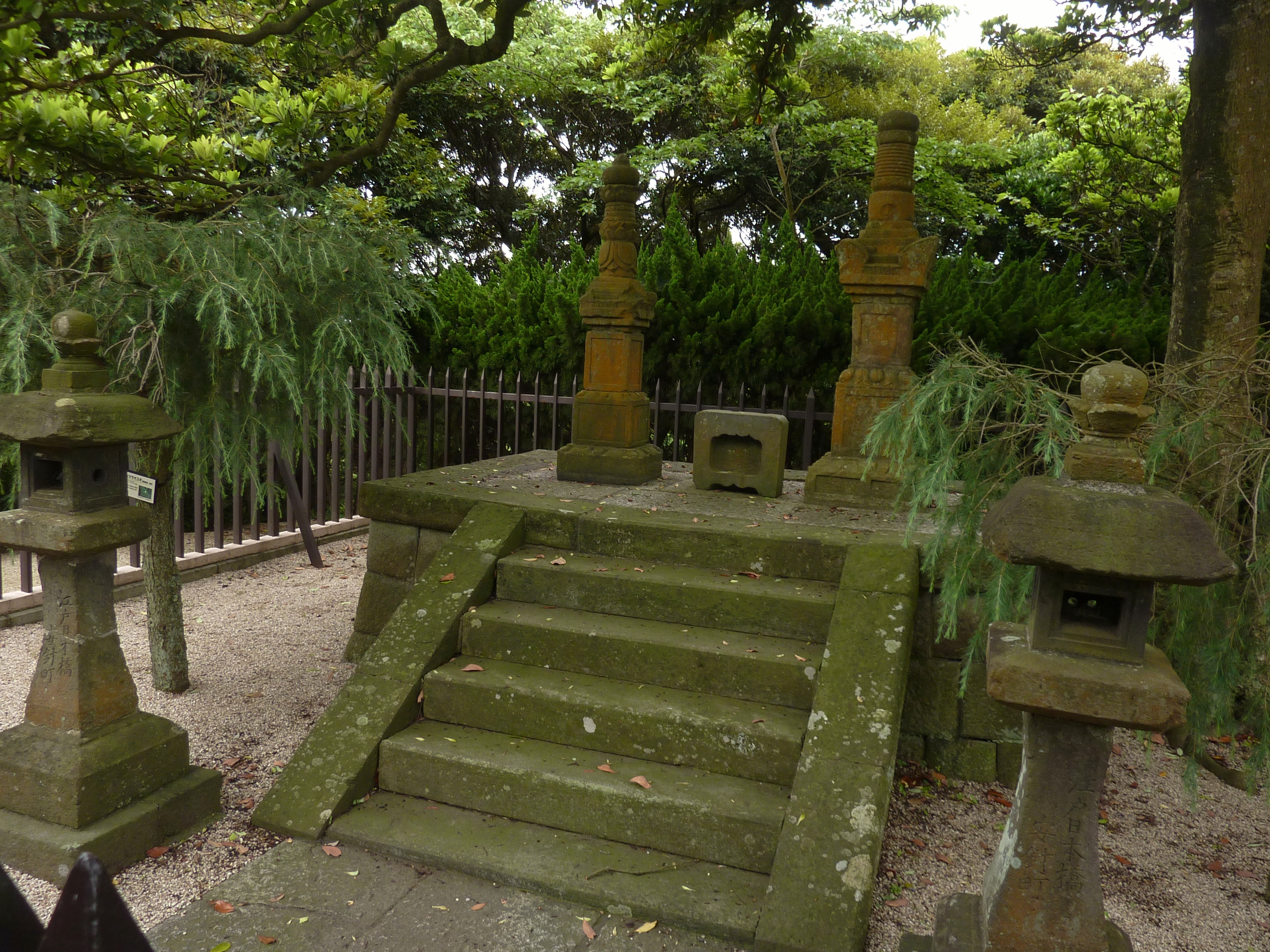
安針塚（按針塚）
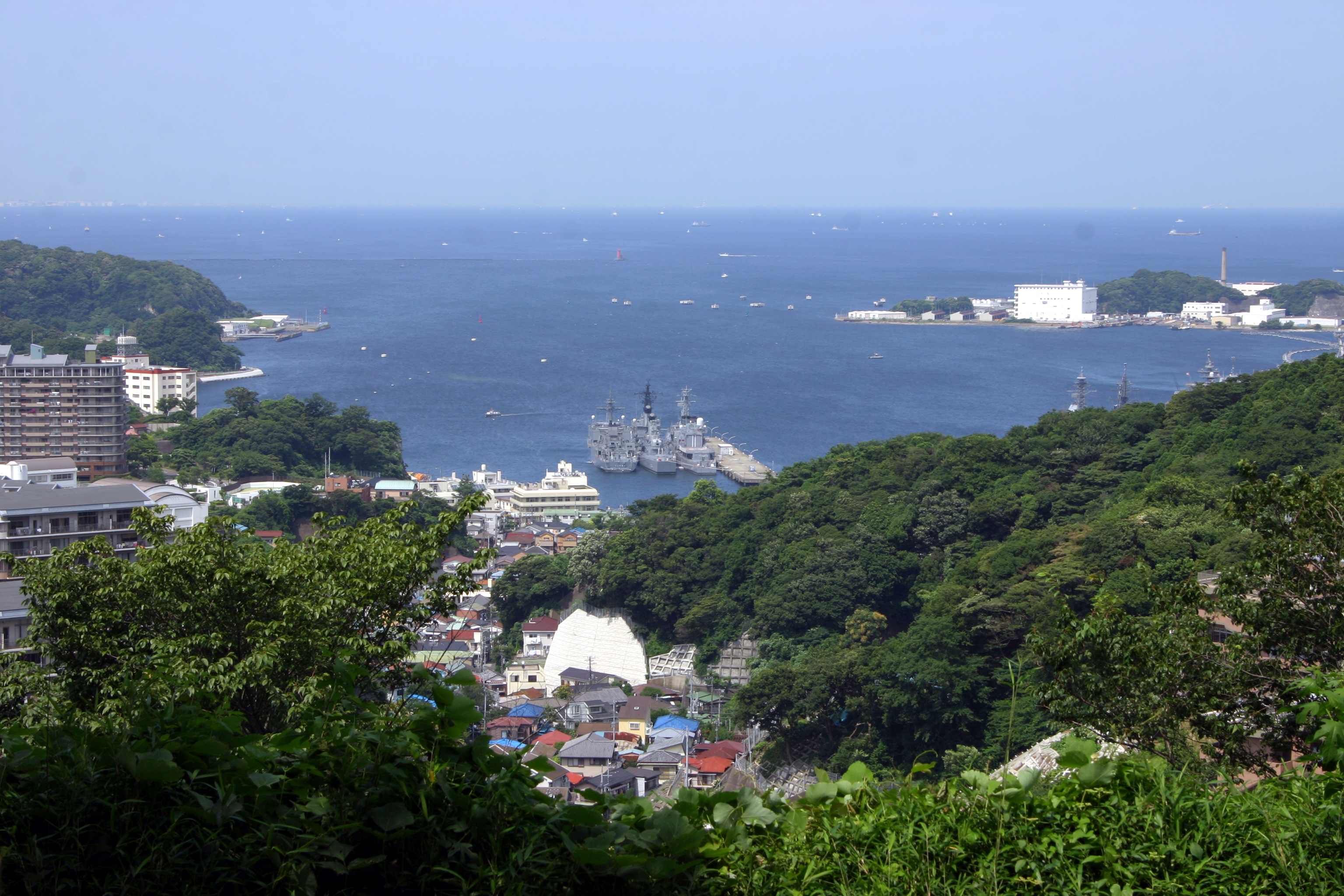
「港の見える丘」から望む横須賀本港
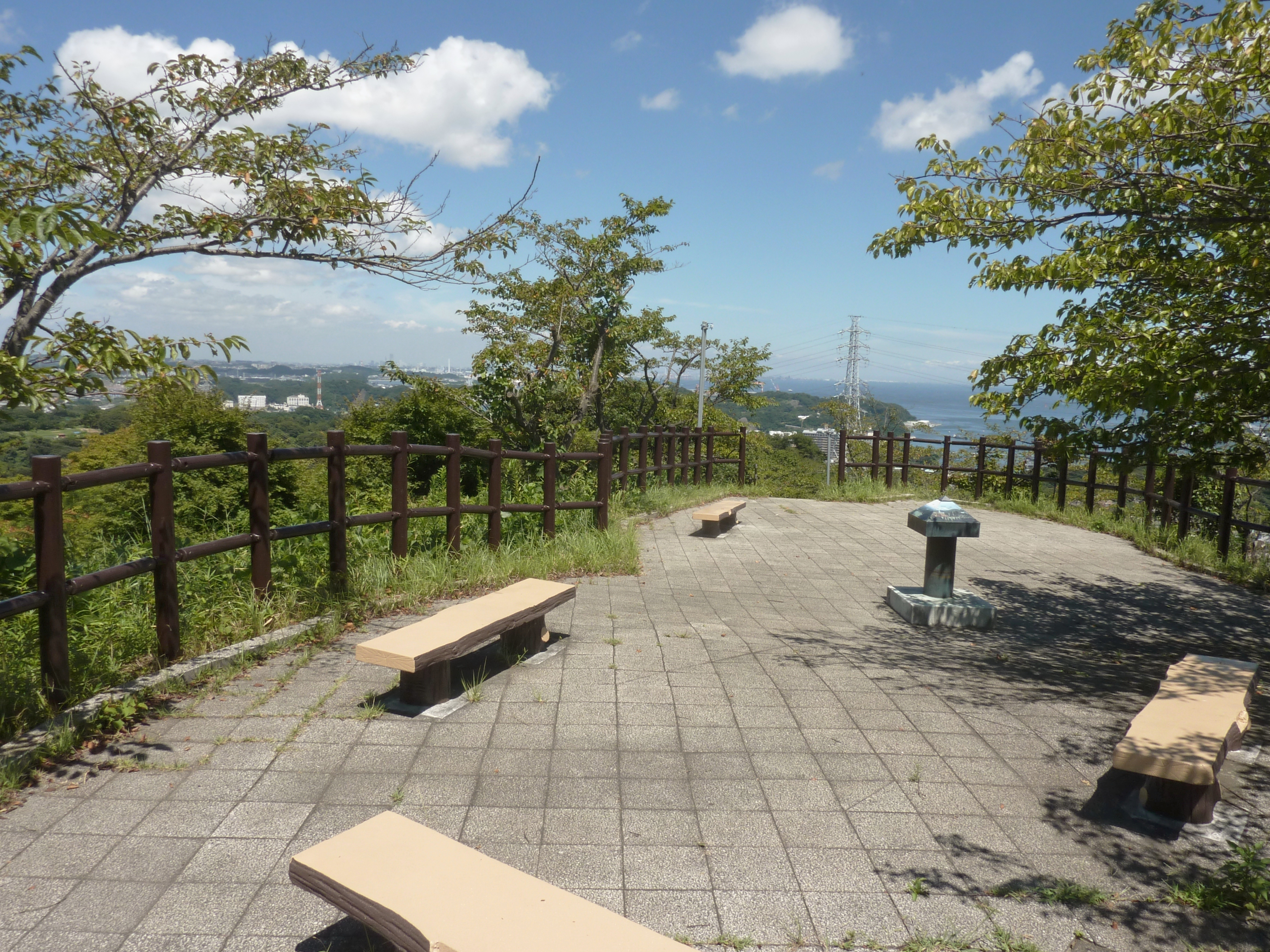
見晴台
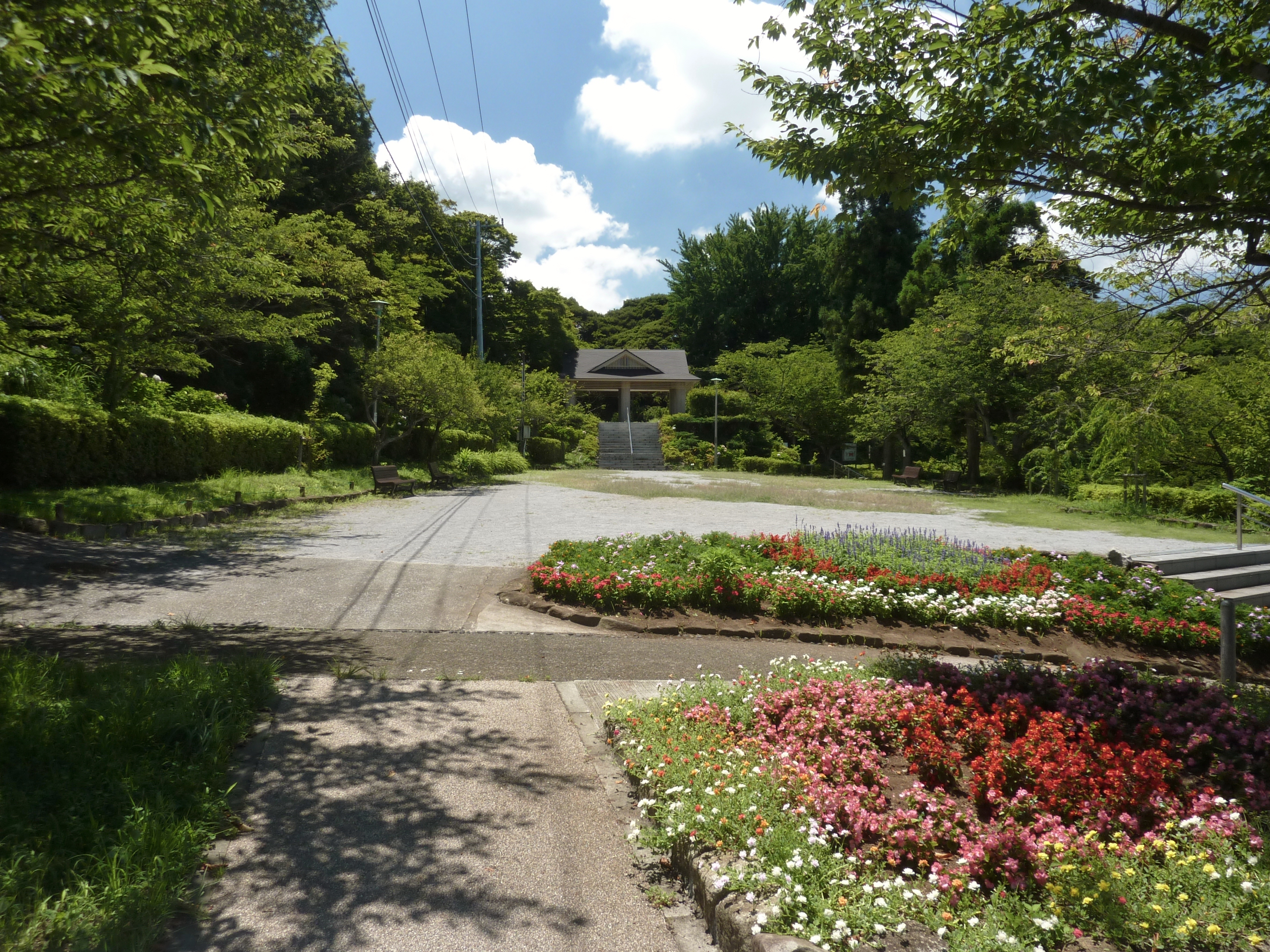
中央広場
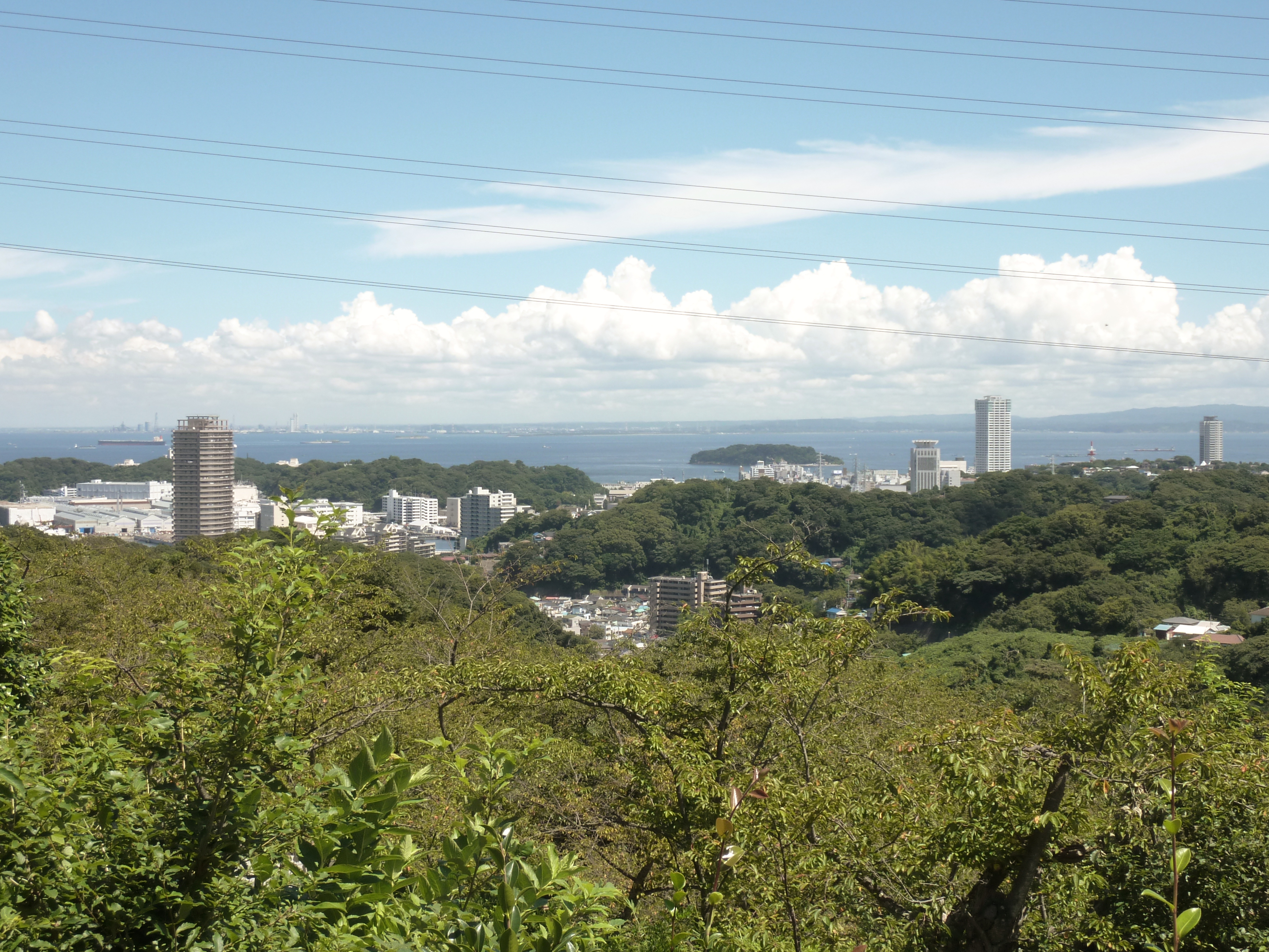
猿島方面の眺望